# Лунский, Хайкл
Хайкл Лунский (29 июня 1881, Слоним Гродненской губернии — 1942, Вильнюс) — еврейский публицист, литературовед, библиограф.

## Биография
Получил начальное традиционное еврейское религиозное образование от своего отца — местного меламеда — потомка известного раввина Баал ха-Пардеса. Продолжил учёбу в иешивах Слонима и Лиды.
В 1892 году приехал в Вильно, где в конце 1895 года стал библиотекарем и заведующим библиотеки Матиcьягу Страшуна. В конце 1918 помогал С.Ан-скому в создании Еврейского историко-этнографического общества в Вильне. Собирал для него документы, книги, картины, летописи, фольклорный материал. Состоял членом библиографической комиссии при «YIVO». Тысячи собранных им книг переданы Еврейскому университету в Иерусалиме.
Литературную деятельность начал в 1905 году в литературном альманахе «Луах Эрец-Исраэль» Авраама Лунца. Сотрудничал в периодических изданиях («Вилнер замлбух», «Пинкес», «Ди найе велт»).
С приходом нацистов был арестован и вскоре погиб в Виленском гетто.

## Произведения
- «Фун вилнер гетто» («Из виленского гетто»; 1920)
- «Геоним ун гдойлим фун ноэнтн овар» («Великие люди недавнего прошлого»; 1931)